# Giuseppe Sciacca
Giuseppe Sciacca (* 23. února 1955, Aci Catena) je italský římskokatolický kněz, biskup a emeritní předseda Pracovního úřadi Apoštolského stolce.

## Život
Narodil se 23. února 1955 v Aci Catena. Po ukončení studií teologie, nejprve v Catanii a poté na Papežské lateránské univerzitě. Na Papežské univerzitě sv. Tomáše Akvinského v Římě získal doktorát z kanonického práva a poté na Univerzitě v Catanii doktorát z filosofie.
Kněžské svěcení přijal 7. října 1978 a stal se děkanem kolegiátní kapituly Baziliky svatého Šebestiána. Je členem Accademia di scienze, lettere e belle arti degli Zelanti e dei Dafnici. Učil historii a filosofii na různých školách v Catanii a Acireale, a také kanonické právo na teologickém institutu v Acireale. Dne 25. března 1999 byl jmenován prelátem auditorem Tribunálu Římské roty.
Dne 3. září 2011 jej papež Benedikt XVI. jmenoval generálním sekretářem Governatorátu městského státu Vatikán a titulárním biskupem z Victoriany. Biskupské svěcení přijal 8. října 2011 z rukou kardinála Tarcisia Bertoneho a spolusvětiteli byli kardinál Gianfranco Ravasi a arcibiskup Giuseppe Bertello. Dne 10. listopadu 2012 byl jmenován titulárním biskupem z Fondi a 13. února 2013 byl ustanoven generálním auditorem Apoštolské Komory. Dne 24. srpna 2013 byl jmenován adjunkt sekretářem Nejvyššího tribunálu apoštolské signatury. Dne 21. září 2013 se stal konzultorem Kongregace pro nauku víry.
Dne 1. září 2016 byl zvolen sekretářem Nejvyššího tribunálu Apoštolské signatury 16. ledna 2022 předsedou Pracovního úřadu Apoštolského stolce.